# Hip-hop marocain
 (octobre 2013).
Si vous disposez d'ouvrages ou d'articles de référence ou si vous connaissez des sites web de qualité traitant du thème abordé ici, merci de compléter l'article en donnant les références utiles à sa vérifiabilité et en les liant à la section « Notes et références ».
Le hip-hop marocain, ou rap marocain, désigne le mouvement et la culture hip-hop implantés au Maroc. Le hip-hop marocain, ainsi que les nouvelles tendances musicales, sont associés au terme Hayha (musique de l'éclate en darija) afin d'affirmer leurs cachets spécifiquement marocains.

## Histoire

### Création (1992–2000)
Les débuts du hip-hop et des arts urbains au Maroc remontent au milieu des années 1980. Il faut préciser que dès son apparition en Occident, des jeunes marocains issus de l'immigration vivant en Europe feront entrer le rap au pays lors de leur retour saisonnier au Maroc. Les rappeurs marocains mettront plusieurs années pour transformer le rap occidental en rap marocain (fusion entre musiques traditionnelles marocaines et rap occidental) et pour trouver le phrasé adéquat. L'ouverture démocratique du pays, amorcée à la fin des années 1990, jouera un rôle crucial dans l'épanouissement et l'expansion de tous les nouveaux genres musicaux de la nouvelle scène marocaine. Le premier rappeur marocain à avoir chanté et enregistré des morceaux de rap en arabe marocain est Al Kayssar en 1992, et le premier album de rap marocain est celui du groupe Double A (Aminoffice et Ahmad ; originaire de Salé), publié en 1996 au label Adoua' Al-Madina. 
Le groupe légendaire issue de Meknès et fondé en 1996, H-Kayne (littéralement en français « qu’est-ce qu’il y a? ») est le groupe à connaitre quand on évoque le rap au sein du royaume chérifien. Leur second album HK-1426 sera le premier album de rap marocain à être vendu hors du pays. Le groupe se produit alors dans toute l’Europe et reste à ce jour le seul groupe de rap marocain à s’être produit au Bataclan.

### Premiers développements (2000–2004)
En 2000, un certain Haroune conçoit le premier site communautaire dédié au rap marocain dima-rap.com. En 2006, d'autres site web apparurent (portails du rap marocain), nous pouvons citer également raptiviste.net, rapdyali.com puis rap04.com. Ces sites étaient créés dans le but d'élargir l'audience du rap au niveau du territoire national. Les portail web vont révolutionner le rap marocain en créant une vraie fenêtre médiatique pour le mouvement. Grâce à ce genre de site web, créés souvent par des rappeurs amateurs ou fan de rap, vont faire fleurir beaucoup de ces visages connus du rap marocain, et les sites fera tellement d'audience parmi les jeunes qu'il va avoir le droit d'un coup de pub dans la fameuse émission sur 2M net+ultra, présentée à l'époque par Ramzi Med. En 2003, les sites web avaient réussi à réunir beaucoup de groupes de rap au Maroc et d'ailleurs sur une compilation, la première du genre avec des noms connus (Zanka Flow, Casa Crew, Thug gang, Afia, Don Bigg, Masta Flow, H-Kayne Fnaïre, DAM, et Koman). En 2003, un rappeur appelé Awdellil se fait connaitre sur le net avec trois chansons en darija : Rawdaw, Messaoud et Samia we lghalia. Pour la première fois dans l'histoire du rap marocain, des chansons brisent des tabous et restituent de manière crue une image réaliste de la société marocaine. En 2001 Widad Mjama remporte le prix de la catégorie Rap Hip-Hop du festival Boulevard des Jeunes Musiciens à Casablanca avec son groupe Thug Gang et devient la première rappeuse marocaine. Elle poursuit sa carrière à l'international et notamment en France. 
Originaire de Casablanca et créé en 2003, le groupe Casa Crew qui était composé des légendaires Masta Flow, de Chaht Man, Jocker et de Caprice. Il fait partie des groupes majeurs de la première scène rap marocaine. Le succès du morceau « Men Zanka L’zanka » les poussera à se produire sur toutes les scènes du royaume et dans de nombreux pays d’Europe et d’Afrique. Seulement deux albums à leur compteur avant que Masta Flow ne prenne le large pour poursuivre sa carrière solo avec tout autant de succès. 

### Rap patriotique (2004–2009)
En 2004, la vague du rap marocaine est publiée et, à la suite des attentats islamistes de 2003 à Casablanca, le rap marocain prend une forme revendicative et patriotique avec des albums comme Mgharba Tal Lmout de Don Bigg ou avec les titres de H kayne, Issawa Style ou Mat 9ich Bladi et Casa Crew avec  leurs  titres Men zanka l'zanka ou Rani Ka3i qui encouragent la jeunesse marocaine à s'approprier ce style de musique. 
Dès 2004, de nombreux autres artistes fleurissent sur la scène du rap marocain et chantent essentiellement en darija.
Le rappeur Muslim, pionnier du rap marocain, ce rappeur originaire d’un quartier populaire de Tanger et membre du groupe mythique Zanka Flow, est une référence dans tout le Maghreb. Sa voix caverneuse, ses textes militants et sa volonté de toujours évoluer en indépendance en font un véritable pilier qui contribua à l’essor du rap au Maroc. Dans son album Jib l3az wla khaz cherche ainsi à revaloriser la darija et déclare « utiliser le langage des jeunes pour leur parler vrai. J’exprime ainsi le fond de ma pensée et la leur. Je crie haut sur scène ce que les Marocains pensent tout bas[réf. nécessaire]. »
Issu de la classe moyenne casablancaise, Taoufik Hazeb surnommé Don Bigg est considéré comme un des pionniers du rap marocain. Il ne s’exprimait alors qu’en anglais mais il réalisera plus tard que la meilleure manière d’être entendu par le plus grand nombre, reste le Darija.
Bigg exprime dans ses textes le mal-être d’une société remplie de paradoxes et n’hésite pas à tirer à boulets rouges sur le système corrompu marocain. Porté par ses deux albums Mgharba tal Mout (en français Marocain jusqu'à la mort) en 2006 puis BYAD ou K7AL (en français Noir et Blanc), album sur lequel on retrouve La Fouine mais surtout Fredwreck, le beatmaker de Tha Dogg Pound et de Snoop Dogg) font de Bigg un des portes drapeaux les plus célèbres du rap marocain.
Et c'est en 2003 que le rap lyrical a connu la révolution grâce à la team Piranha Labo (Collectif emblématique de la scène Hip Hop Marocain), créée en 2003 par Beatflame (ancien producteur du son), où s'est réunis des grands noms tels que G.A.M (Gamehdi), Netro, Mc 2spi, N.A.B, N.O.R, C4, K-prime, L’morphine (ex M-psy), Za3im et méme à l'étranger avec Loko 2ble & Artesano d'Amérique latine et Aaron Kane de la France.
En dehors du Maroc, le rap marocain se fait aussi présent en Europe chez les MRE. Notamment French Montana (rappeur américain), La Fouine (rappeur français), Salah Edin (rappeur néerlandais), Lijpe (rappeur néerlandais), YONII (rappeur allemand) ainsi que NoMoBS (rappeurs belges) et ils sont tous marocains d'origines.

## Accueil social et notoriété
Lors de son explosion dans le champ musical du pays, le rap marocain subira (comme pour tous les nouveaux mouvements musicaux à travers le monde) les mêmes types de critiques affligeantes observées en Occident : musique décadente, musique de sauvages, musique de voyous, etc. Cependant, avec les années, ce style musical s'impose auprès du public marocain et donc auprès des médias. Au Maroc, bien que le rap soit pratiqué et apprécié des jeunes, il faudra attendre plusieurs années avant qu'il ne fasse son apparition dans les médias (radio et TV). Le rap marocain, du fait de sa spécificité, est le seul rap maghrébin véritablement présent dans les médias régionaux. Du fait de son originalité et des thèmes chantés, le rap marocain fera l'objet de reportages télévisés sur la chaîne française Arte dans l'émission Metropolis, ainsi que sur la chaîne d'information internationale qatari Al Jazeera.
Le rap est comme la musique Chaabi, une  combinaison simple de rythme et de texte. C'est pour cela qu'il est vite adopté par les artistes magrébins et qu'il trouve une audience plus importante dans la culture musicale marocaine. Il nécessite peu de moyens de production, ce qui favorise son développement. Les rappeurs marocains ont d'abord débuté dans des quartiers de la ville de Salé pour se développer ensuite vers d'autres quartiers de cette même ville. Un des premiers groupes de rap représentatif furent le groupe Les dragons blancs créé en 1993 qui est passé à l’émission Musiqua, présentée à l'époque par Jaqueline Alioli. Ce style a par contre des difficultés à décoller du côté des maisons de disques qui hésitent à produire du rap et du hip-hop du fait du faible pouvoir d'achat des Marocains et aux téléchargements sur Internet. D'une façon générale, précisons que dans tous les pays à faible revenu, le piratage de cassettes, CD ou DVD est monnaie courante. Aussi certains artistes et rappeurs marocains proposent gratuitement leurs œuvres dans le but de les faire connaitre au monde entier et tirent donc un revenu de leur création artistique lors de leurs concerts, de leurs passages à la TV ou de leurs déplacements à l'étranger.
Il existe toutefois quelques initiatives faisant connaitre le rap comme le film documentaire I Love Hip-Hop in Morocco initié par la section des Affaires publiques de l'ambassade des États-Unis. De nombreux studios de production se développent également un peu partout dans le pays notamment à Casablanca avec des groupes de production tels que DBF Production, HMDI Prod Studio, etc.

### Inscription dans le mouvement Hayha
Le rap au Maroc n'est pas spécialement rebelle. Certains rappeurs qualifient leur musique de « rap traditionnel » voire de rap « patriotique », un mélange de musique typiquement marocaine et de hip-hop américain. De manière générale, le rap au Maroc profite de la vague culturelle appelée Hayha ou Nayda pour prendre une dimension nationale. Le mouvement Nayda est essentiellement de Casablanca et regroupe des tendances musicales diverses allant du rap de soultana au rock-fusion de Hoba Hoba Spirit ou Darga. L'ensemble de ces tendances se retrouve dans des concerts comme le Festival du Boulevard des jeunes musiciens. Toutefois, beaucoup d’artistes et de rappeurs[Qui ?] ne sont pas subventionnés par le ministère de la Culture du Maroc et doivent également recourir à la débrouillardise quasi-amateur pour leurs circuits de distribution. Certains n'hésitent donc pas à s'auto-produire et déposer leurs cassettes ou CD en vente dans le circuit commercial.

### Patriotisme
Le succès du rap marocain pousse, de nos jours, les jeunes du Maghreb et du Moyen-Orient à reprendre la couleur et les thèmes développés (critiques sociales et politiques) par les rappeurs marocains et, cela avec difficultés du fait de la censure sociomédiatique. Ainsi, en Algérie ou en Tunisie, en particulier, où le rap occidental est également entré tôt dans ces pays, les artistes de ce genre musical n'ont pas réussi à tenir sur la durée. À ce jour, les raps algérien et tunisien n'ont pas encore trouvé leur cachet « arabo-maghrébin ».
Le rap et la musique urbaine ont rapidement conquis les grandes villes du Maroc. Utilisant la langue crue véhiculée dans la rue (Darija), les rappeurs marocains revendiquent des messages de contestation politique et sociale dans l'espoir d'un Maroc meilleur et dénoncent régulièrement la corruption, la misère, le chômage, et autres fléaux inquiétants. Dès lors, le rap qui apparait comme un nouveau style original et expressif devient très rapidement un élément d’accroche pour un nombre important de jeunes.
Même si le rap local est largement influencé par les tendances américaines et françaises, les rappeurs marocains n'adoptent pas, dans les premiers temps, le même mode de vie, comme les grosses voitures, filles dénudées ou d’armes à feu dans le but de ne pas choquer la société musulmane marocaine qui reste majoritairement conservatrice et éviter un rejet de la population ; un grand nombre de rappeurs revendique plutôt une appartenance populaire souvent musulmane en restant respectueux de certaines valeurs ; pour d'autres, ce comportement respectueux est une forme d'hypocrisie qui ne correspond au message initial (contestataire et révolutionnaire) du rap.

### Liberté d'expression
Les revendications sociales et politiques exprimées dans le rap marocain trouvent parfois ses limites face à un pays qui reste essentiellement conservateur et policier.
Le cas des multiples emprisonnements du rappeur L7a9d en est un exemple. Sa première incarcération est due à la critique ouverte de la police dans l'un de ses chansons. Néanmoins, cela n'aura fait qu'augmenter finalement sa notoriété et assoir son statut de rappeur. A noter que L7a9ed a reçu en 2015, le prix pour la liberté d’expression de l’ONG Index.

## Rap politique

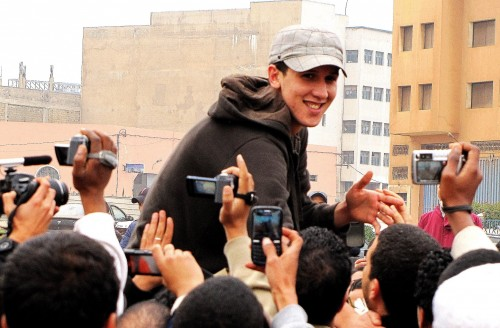
Mouad Belghouat, le jour de sa libération.

Dans les années 2010, El 7a9ed, rappeur et membre actif du Mouvement du 20 février 2011, devient l'étendard de la jeunesse marocaine depuis sa première arrestation. Originaire de la ville de Casablanca, L7a9ed débute le rap en 2004. Il sortira trois ans plus tard son premier album L7a9ed Men Oukacha (en français L7a9ed de la prison d'Oukacha, son quartier d’origine à Casablanca) qui rencontra un véritable succès. Le MC ultra prolifique a sorti de nombreux albums depuis mais s’est aussi rendu tristement célèbre pour ses allers-retours en prison, dont un de plus d’un an à cause de ses nombreux textes pointant du doigt la corruption gangrénant le pays.
Après sa libération en janvier 2012, ce dernier décide de s'exiler en Belgique pour continuer sa carrière musicale.

## Présence féminine
L'année 1999 va surgir des chanteuses et rappeuses, dont la première d'entre elles est Widad Mjama (Queen Thug), associée au groupe Thug Gang Crew, apparue à Casablanca à la même époque, ce qui constitue en soi une véritable révolution dans le monde du rap majoritairement masculin. En 2001, Hanane Lafif suis la voie ainsi tracée dans les décennies suivantes.
À partir de 2015, de nombreuses autres rappeuses rejoignent le mouvement. Parmi elles, ILY, Manal, Tendresse, Krtass Nssa ou encore Khtek.